# Francis Burton Harrison

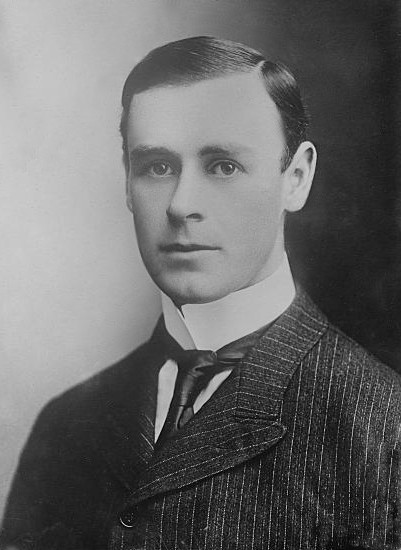
Francis Burton Harrison

Francis Burton Harrison (* 18. Dezember 1873 in New York City; † 21. November 1957 in Flemington, New Jersey) war ein US-amerikanischer Politiker und von 1913 bis 1921 Generalgouverneur der Philippinen.

## Studium und Spanisch-Amerikanischer Krieg
Der Sohn des Privatsekretärs des Präsidenten der Konföderierten Staaten von Amerika Jefferson Davis studierte Rechtswissenschaften an der Yale University sowie an der Law School von New York. Nach dem Abschluss des Studiums war er 1897 bis 1899 Dozent an der Abendschule für Rechtswissenschaften in New York. 1899 trat er während des Spanisch-Amerikanischen Krieges der Armee bei und stieg zum Hauptmann und stellvertretenden Generaladjutanten auf.

## Kongressabgeordneter
Vom 4. März 1903 bis zum 3. März 1905 vertrat er den 13. Kongresswahlbezirk von New York für die Demokratische Partei im Repräsentantenhaus der Vereinigten Staaten. 1904 kandidierte er erfolglos als Vizegouverneur des Staates New York. Zwischen 1905 und 1907 war er als Rechtsanwalt tätig, ehe er von 1907 bis 1913 erneut Mitglied des Repräsentantenhauses für den 16. bzw. den 20. Distrikt von New York wurde. Als solcher brachte er unter anderem ein Gesetz zur Besteuerung und Kontrolle von Arzneimitteln ein, das seinen Namen trägt („Harrison Narcotics Tax Act“).

## Generalgouverneur und Präsidentschaftsberater auf den Philippinen
Nach seinem Rücktritt als Kongressabgeordneter wird er am 6. Oktober 1913 als Nachfolger von William Cameron Forbes bzw. des amtierenden Generalgouverneur Newton Gilbert Generalgouverneur der Philippinen. Dieses Amt übte er bis zu seiner Ablösung durch Charles Yeater am 5. März 1921 aus. Während seiner Amtszeit setzte er sich insbesondere für die Übernahme philippinischer Staatsangehöriger in den Verwaltungsdienst ein, was ihm jedoch Kritik innerhalb der amerikanischen Einwohner der Philippinen einbrachte. Im Jahr 1915 ordnete er eine Militärexpedition zur Beseitigung der Unabhängigkeit des Sultanats Jolo an. Am 30. Oktober 1919 unterzeichnete er das ein Gesetz zum Recht der Philippinischen Nationalflagge. Mit siebeneinhalbjähriger Amtszeit war Harrison der US-Generalgouverneur mit der längsten Amtszeit.
1920 kandidierte Harrison erfolglos als für die Nominierung als Präsidentschaftskandidat der Demokratischen Partei. Anschließend zog er sich aus der Politik zurück und lebte bis 1934 in Schottland.
Im November 1935 berief ihn der erste Präsident der Präsident der Philippinen Manuel Quezon zu seinem Berater. Dieses Amt übte er bis zum September 1936 aus. Im Mai 1942 berief ihn Quezon erneut in seinen Beraterstab. Von November 1946 bis zum Februar 1947 war er Beauftragter des Zivildienstes der United States Army für Schadensersatzansprüche. Nach der endgültigen Unabhängigkeit der Philippinen am 4. Juli 1946 war er zudem bis zu seinem Tode Berater der Präsidenten Manuel Roxas, Elpidio Quirino, Ramon Magsaysay sowie Carlos P. Garcia. Erst im August 1957 kehrt er in die USA zurück. Sein Grab befindet sich auf dem Friedhof von Manila.

## Veröffentlichungen
- „Rizal as a Patriot, Author, and Scientist“ Manila 1919

Die Schriften von Francis Burton Harrison befinden sich in der Bibliothek des US-Kongresses.